# 新作能
新作能（しんさくのう）は、明治時代以後に書かれた能の曲目である。歴史的に見ると、江戸期に書かれた新作が同時代に「新儀能」「新作物」と呼ばれたが、これらは現在では新作能と呼ばれない。

## 解説
現在上演されている能の曲目のほとんどは室町時代に書かれ、今日までに厳選されてきたものである。また、これらの現行曲も長い歴史の中で演出などが洗練に次ぐ洗練を重ねられ、五十六世梅若六郎の言葉を借りると「完璧にカットされ、磨かれたダイアモンド」「長い時間をかけて繰り返し繰り返し磨き込まれてきた、美しい宝石」と評される、極限まで高められた完成度を持つものとなってきている。
しかし、このように極めて完成度の高い曲目ばかり演じていては、能という芸能から活力が失われるのではないかとの懸念もあり、明治以降も新しい曲目が書かれ、上演されている。
現代の新作能では、伝統的な曲目においては考えられないような実験的な演出が試みられることも多く、例えば『伽羅沙』では囃子方の他にパイプオルガンを背景音楽として使用しているし、『安倍晴明』では地謡の一部で同時に2つの旋律が謡われている。また、舞台も伝統的な能舞台ではなく、舞台背景に鏡板ではなく十字架を使用したり（『ジゼル』）、特殊な鏡を使用してシテが鏡の中に消えたように見せる演出（『安倍晴明」）などが試みられたりしている。

## 新作能の題材
室町以前の古典文学の多くは既に能の題材となっているため、『源氏物語』などの新作能は作りにくい。
第二次世界大戦前の新作能では、日清戦争や日露戦争、太平洋戦争に題材を取ったものも数多く制作された（『高千穂』『海戦』『征露の談』『皇軍艦』『撃ちてし止まむ』『玉砕』など）。
戦後はイェイツの原作による『鷹姫』、シェイクスピアの原作による『マクベス』『オセロ』など、外国文学を題材にしたものも書かれている。珍しいところでは、美内すずえの漫画『ガラスの仮面』のスピンオフ作品である『紅天女』やモダンバレエの翻案『ジゼル』などもある。日本文学からは高村光太郎『智恵子抄』、宮沢賢治『永訣の朝』なども新作能の題材となっている。
2020年9月、ブルガリアのプロブディフで『オルフェウス』が日欧合作で上演されるなど、新作能は外国人や海外へも広がりを見せている。

## 新作能の制作者
数多く新作能を手がけた人物として土岐善麿、高浜虚子、津村紀三子、竹中実、堂本正樹、稲垣富夫らが挙げられる。演じ手としては喜多実、梅若六郎などが著名である。土岐善麿の作である喜多流の『青衣女人』と『鶴』、竹腰健造の作である金剛流の『世阿弥』は謡本として入手が可能。喜多流『鶴』は比較的上演回数が多く、NHKアーカイヴスに1981年の喜多実による公演の記録がある。

## 著名な新作能
夢浮橋（ゆめのうきはし）
初演は2000年3月3日。原作は『源氏物語』の宇治十帖に題材を得た瀬戸内寂聴の小説『髪』。梅若六郎による新作能の中でも代表的なものの一つであり、再演数も多い。
紅天女（くれないてんにょ）
初演は2006年2月。原作は美内すずえの漫画『ガラスの仮面』。初演のシテは梅若六郎。
実朝（さねとも）
初演は1996年。高浜虚子の原作を大倉源次郎が演出。初演のシテは野村四郎。
実朝（さねとも）
上の『実朝』とは別作品。初演は1950年で、作者は土岐善麿。初演のシテは喜多実。
伽羅紗（がらしゃ）
初演1997年、作者山本東次郎、初演のシテは梅若六郎。
マクベス
初演2005年、作者泉紀子、初演のシテは辰巳満次郎。シェイクスピア『マクベス』を夢幻能に改作。2019年までに七演。同じ上演グループで『オセロ』も上演(2013年初演)。2020年までに四演。